# Leménil-Mitry
Leménil-Mitry é uma comuna francesa na região administrativa do Grande Leste, no departamento de Meurthe-et-Moselle. Estende-se por uma área de 3.43 km², e possui 3 habitantes, segundo o censo de 2018, com uma densidade de 0.87 hab/km².